# 雨のち晴れ (テレビ番組)
雨のち晴れ（あめのちはれ）は、広島ホームテレビ（テレビ朝日系列の広島県域放送局）で、毎週金曜日20:54 - 21:00に放送されているヒューマンドキュメンタリーミニ番組。2011年10月14日スタート。市井に生きる人々の小さなシアワセにスポットを当てる。番組から派生するWEBコンテンツも展開。

## 概要
ストーリーは、一般からの投稿によるものが基本となる。日常にある小さなシアワセを、一般から投稿してもらいその投稿者の証言を交えての2分間のドキュメンタリー。
スポンサーによる持ち込み番組ではなく、局が主体となって制作した番組。ストーリーは番組ＨＰにある「雨のち晴れカレンダー」などから投稿が可能。オープニングのタイトルバック映像は、取材対象者や取材地域で取材スタッフが強い印象を受けた風景を切り取って使用している。2011年10月～　番組で使われているアニメーションは穴吹デザイン専門学校の生徒の作品。制作協力という立場で、穴吹デザイン専門学校がスポンサーではない。

## 取材カメラ
日常の「風景」を「情景」に変えるバンブー竹井カメラマンが担当。ＥＮＧカメラとは思えない奥行感のある映像が番組の特徴。

## 番組使用曲
丸本莉子/ココロ予報

## WEBコンテンツ
もう一つの雨のち晴れ
- 実際にあった本編の話をもとに、フィクションとして書き下ろされたオリジナル小説。

雨のち晴れカレンダー
- 身近にあった小さなシアワセをPCや携帯から書き込めるようになっているカレンダー。